# Col rellena

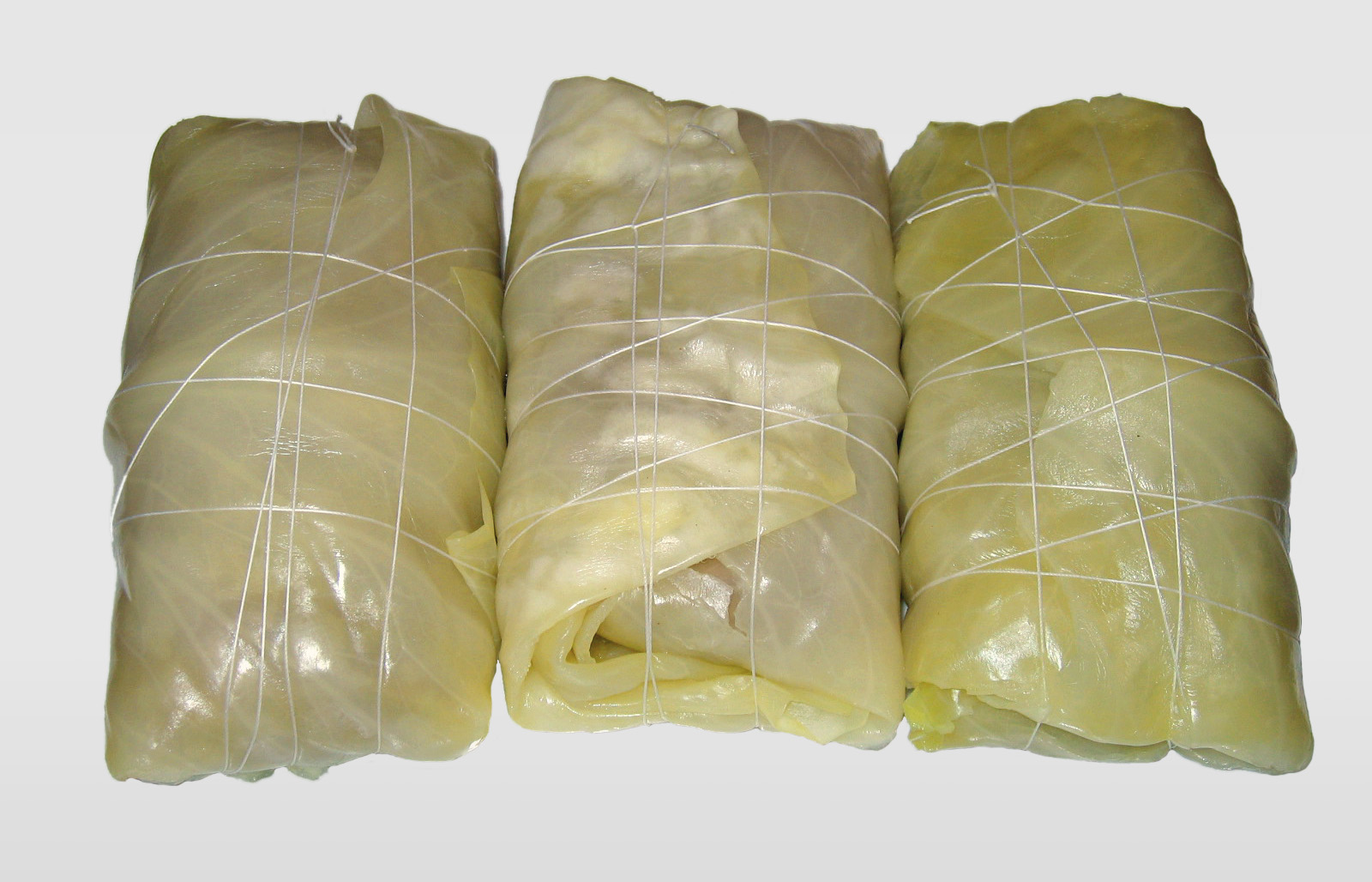
Rollos de repollo.

El repollo relleno es un plato que consiste en hojas de repollo envueltas alrededor de diversos tipos de rellenos, y cocidas al vapor o hervidas. Es común a las cocinas de los Balcanes, Europa Central, del Norte, Europa del Este, Azerbaiyán e Irán, así como de Asia Occidental y China del Norte, propagada también hacia algunos países de América.
Kohlroulade Prusia Alemania

## Preparación
El relleno tradicionalmente se elabora a partir de carne, a menudo buey, cordero o carne de cerdo, y se condimenta con ajo, cebolla y especias. También se incluyen a menudo en él cereales tales como el arroz o la cebada, huevo, setas y verduras. A menudo se usan hojas de repollo encurtidas para envolver, particularmente en el sur de Europa. Como solo las hojas de mayor tamaño pueden usarse, el resto se pica y se incluye a menudo en el relleno y la salsa. Debido a que el plato surgió como una forma de aprovechar las sobras, también pueden usarse otros ingredientes para el relleno.
Las hojas de repollo se rellenan se atan con un piolín o se fijan con pinchos y luego se cuecen, a fuego lento o al vapor en una olla cubierta. Suelen consumirse calientes, habitualmente acompañadas de una salsa, cuya característica varía de un lugar a otro. En Suecia (siempre) y en Finlandia (a veces), el repollo relleno se sirve con mermelada de arándano rojo, que es agridulce. En Europa del Este, son típicas la salsa de tomate y la crema agria. En el Líbano es un plato popular, rellenándose allí el repollo con arroz y carne picada, y se enrolla en tamaño pequeño. Suele servirse con un acompañamiento de yogur y un tipo de vinagreta de limón y aceite de oliva condimentada con ajo y menta seca.
En Croacia los rollos envueltos de repollo son un plato básico. En una encuesta reciente el 97% de las mujeres mayores de 25 años dijo comerlos regularmente. La popularidad del plato ha sido superada solo recientemente por la sopa de judía. El repollo relleno con cerdo picado ahumado es una receta croata típica de Navidad.
Los rollos de repollo típicos de los ucranianos canadienses pueden hacerse con hojas de repollo encurtidas agrias. Los rellenos  tradicionalmente contienen solo arroz, ya que la dieta campesina típica era en gran medida vegetariana debido al alto precio de la carne. Ocasionalmente al relleno de arroz se añadían pequeñas cantidades de carne. Otras recetas usan kashas y setas salvajes picadas o, más recientemente, combinaciones de grano integral y raíces. Algunas recetas modernas sustituyen la carne por tofu o proteína vegetal texturizada. Los rollos ya terminados pueden cocerse a fuego lento en salsa de tomate clara, caldo de ternera, caldo de verdura o incluso caldo de miso.

## Variantes

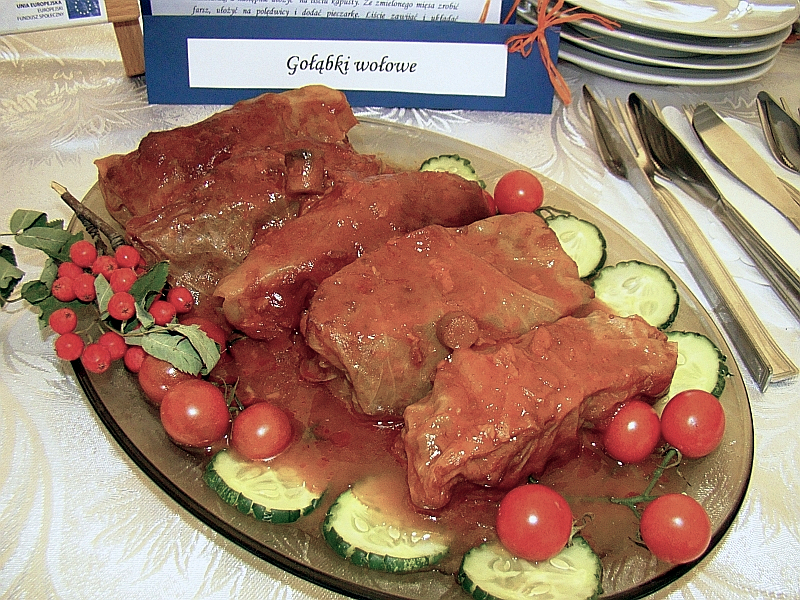
Gołąbki polaco.

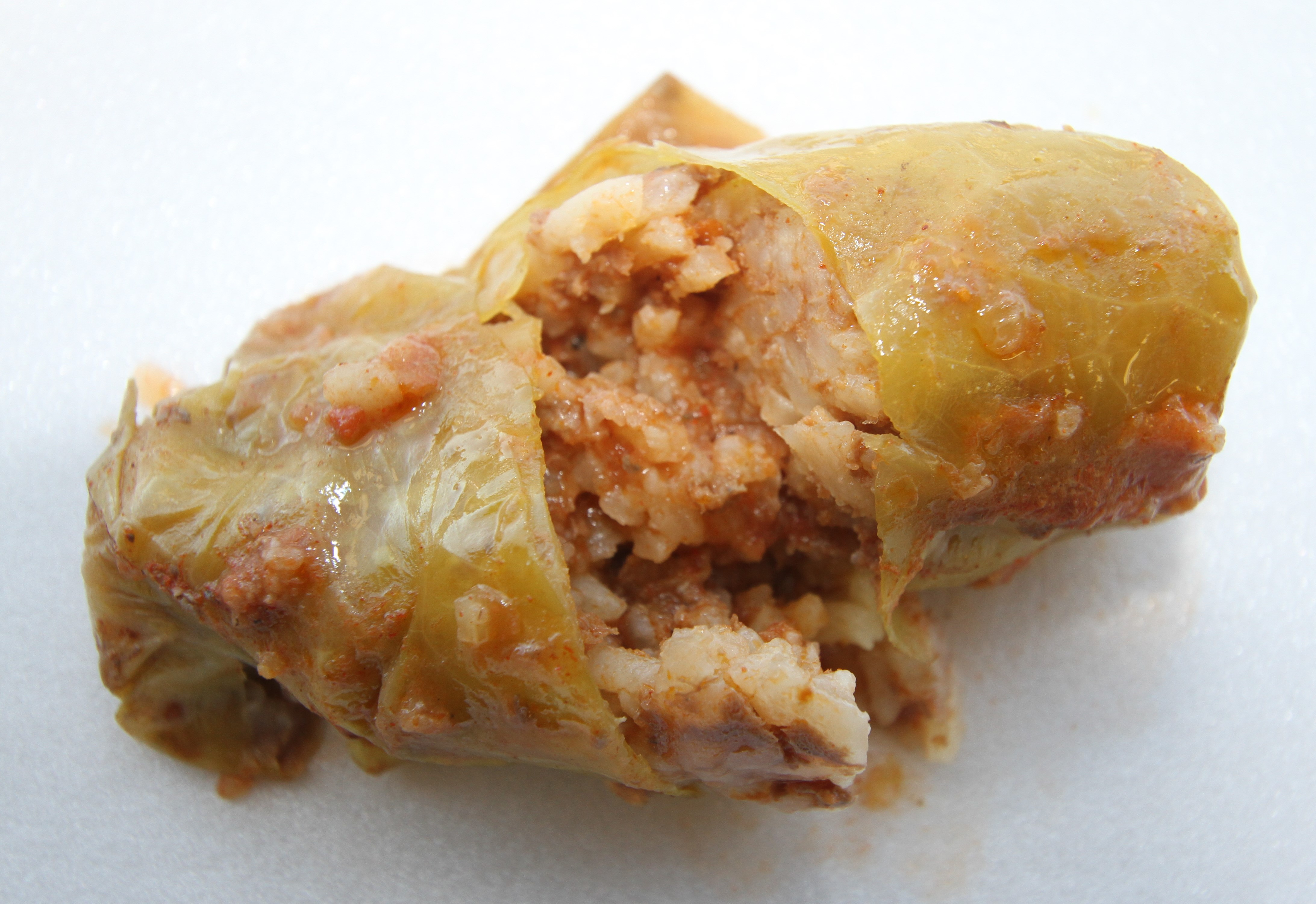
Sarma balcánica.

- Balandėliai (‘pichoncitos’), Lituania
- Gołąbki (‘pichoncitos’), Polonia
- Golubtsy (Голубцы), Rusia
- Halubcy (Галубцы), Bielorrusia
- Holishkes, asquenazíes
- Chou farci, Francia
- Holubki, República Checa y Eslovaquia
- Holubtsi, Ucrania
- Kåldolmar, Suecia
- Kaalikääryle, Finlandia
- Kohlroulade y Krautwickel, Alemania y Austria
- Lahana dolması, Turquía
- Lahanodolmades (Λαχανοντολμάδες), Grecia
- Malfoof, Jordania y Siria
- Sarma, los Balcanes y Turquía
- Zeleva surma (‘sarma de repollo’), Bulgaria
- Sarmale, Rumanía
- Töltött káposzta, Hungría
- Repollito relleno (también almuercito), Costa Rica
- Niños Envueltos, Chile, Argentina y Uruguay.

## Platos parecidos
- Dolma, una receta similar elaborada habitualmente con hojas de parra en lugar de hojas de repollo.